# ジム・ライアン
ジェームズ・ロナルド「ジム」ライアン （英語: James Ronald ("Jim") Ryun、1947年4月29日 - ）は、アメリカ合衆国の元陸上競技選手、政治家。同州選出の共和党の下院議員(1996年-2007年)である。

## 人物
1947年4月29日に中部のカンザス州ウィチタに誕生した。カンザス大学を卒業しており、宗教は長老派である。アン夫人との間に4人の子供がいる。

## 陸上選手として
1966年に1マイルで世界新記録。翌1967年には1マイルで再び世界記録を樹立するだけでなく、1500mでも3分33秒1の世界記録を樹立している。
キプチョゲ・ケイノと一騎討ちになった1967年の1500m世界記録樹立レースは全米に生中継され、逃げるケイノをあっさり抜き去ったスピードは視聴者を熱狂させた。この時の3分33秒1は1974年英連邦大会でフィルバート・バイに更新されるまで7年間世界記録として君臨した。
オリンピックには高校生であった1964年東京オリンピックに出場を果たしてから3大会連続出場。金メダルを獲得することを期待されたが、1968年メキシコシティーオリンピック男子1500mで銀メダルを獲得するに留まった。
メキシコオリンピックでは金メダル確実と思われたがベン・ジプチョ、キプチョゲ・ケイノのケニヤ勢作戦レースにしてやられ、それまで再三対戦し一度も負けた事のないケイノの逃げ切りを許し、高地五輪番狂わせの象徴となった。そして『自分に失望した』のコメントを残し21歳だったがあっさり引退してしまった。
しかし、故郷を中心に復帰を望む署名運動が起こり、ライアンもそれに応えて1970年にカムバックを表明ミュンヘンを目指す事になった。
『失った物のすべてではないが多くは取り戻したと思う。』として臨んだミュンヘン五輪全米最終予選ではM・リクオリに続いて2着だったが僅差で両者で年度1位2位の好タイムを叩き出した。元々勝負強くラストの切れは他の追随を許さないスピードを持っているだけに再び優勝候補としてミュンヘンに乗り込むことになった。
そして迎えた準決勝、1000mを過ぎた4コーナーで一瞬集団の密集に入ったところでエチオピアのコリチャと接触、転倒して側頭部を強打、国際映像はレースを追わずこの不運なチャンピオンの苦痛と失望に歪む表情をアップで捉え続けた、なんとか立ち上がってレースに復帰した時集団はすでに200m先に行っていた。